# Hans-Jörg Bliesener
Hans-Jörg Bliesener (5 avril 1966 à Brandenburg an der Havel) est un kayakiste allemand pratiquant la course en ligne.